# Steelheart
Steelheart — американская глэм-метал-группа, созданная в 1990 году Майклом Матиевичем (уроженец Загреба Мильенко Матиевич, сменивший имя в 6 лет при переезде в США).

## Состав группы

### Действующий состав
- Мильенко Матиевич — вокал, гитара, клавиши (1990—1992, 1996, 2006 — настоящее время)
- Крис Ризола — гитара (1990—1992, с 2006 — настоящее время)
- Урос Расковски — гитара (2006—2008, 2009 — настоящее время)
- Рев Джоунз — бас (2007 — настоящее время)
- Майк Хамберт — ударные (2006 — настоящее время)

### Бывшие участники
- Фрэнк ДиКостанцо — гитара (1990—1992)
- Джеймс Уорд — бас (1990—1992, 1996)
- Джон Фаулер — ударные (1990—1992)
- Кенни Кановски — гитара (1996)
- Винсент Мель — бас (1996)
- Алекс Макарович — ударные (1996)
- Билл Лонеро — гитара (2008)

## История
Впервые Джек Уилкинсон, Джеймс Вард, Крис Ризола и Мильенко Матиевич встретились в 1980 году и создали группу «Red Alert». Затем Джек был заменен на Джона Фаулера, к ним также добавился гитарист Фрэнк ДиКостанцо. Они перепевали песни различных групп, таких, как «Led Zeppelin» и «Black Sabbath». Записав демоальбом «Red Alert», отправились в Лос-Анджелес попытать счастья. Там-то они и получили контракт с MCA Records. Поскольку название «Red Alert» было уже занято, они решили переименоваться в «Steelheart».
В 1989 году был записан дебютный альбом «Steelheart», который вышел в 1990 году и сразу же принес им славу. Баллада «She’s Gone» была хитом № 1 по обе стороны Атлантики в течение 17 недель. Следующий сингл «I’ll Never Let You Go» стал № 14 в горячем топе Billboard. Третий, «Everybody Loves Eileen», добрался до 34 места в рок-чартах, а тираж альбома к тому времени перевалил за миллион и стал № 40 в Billboard Top 50, а в Японии за первый день было продано 33000 копий (в Японии в 1991 году вышло переиздание с бонусом — концертной версией «She’s Gone (Lady)»).
Второй альбом, «Tangled In Reins», вышедший в 1992 году, не имел успеха у зрителей: в Billboard он занял 144-ю позицию, а продажи были около 100000 копий, суммарные продажи в Японии превысили 50000 копий. После мирового турне группа вернулась в США.
Последний концерт прошел в Денвере. Во время исполнения песни «Dancing in the Fire» на Матиевича падает осветительный столб. Певец получает многочисленные травмы головы и спины и теряет память. Steelheart прекращает своё существование на 4 года.
Два года ушло на «перезагрузку» памяти. И уже в 1995 году «Steelheart» собрался в новом составе: Мильенко Матиевич (вокал), Кенни Кановски (гитара), Винсент Мель (бас), Алекс Макарович (ударные). В таком составе был записан альбом «Wait», вышедший в 1996 году в Азии и занявший первые места в хит-парадах многих стран этого региона. Во время турне в поддержку альбома к ним присоединился басист первого состава Джеймс Уорд. После тура настал долгий перерыв.
В 2006 году выходит EP «Just a Taste», в записи которого участвовали музыканты первого состава Мильенко Матиевич и Крис Ризола, а также приглашенные Урос Расковски, Рев Джонс, Майк Хамберт.
В 2008 году вышел полноценный альбом «Good 2B Alive», который был неплохо принят.

## Дискография
- 1990 — Steelheart

1. Love Ain’t Easy 3:41
2. Can’t Stop Me Lovin’ You 5:06
3. Like Never Before 4:45
4. I’ll Never Let You Go (Angel Eyes) 5:06
5. Everybody Loves Eileen 6:20
6. Sheila 7:40
7. Gimme Gimme 5:23
8. Rock’n Roll (I Just Wanna) 4:10
9. She’s Gone (Lady) 6:30
10. Down’n’Dirty 6:42

- 1992 — Tangled In Reins

1. Loaded Mutha 5:43
2. Sticky Side Up 4:32
3. Electric Love Child 6:27
4. Late For The Party 4:17
5. All Your Love 6:53
6. Love ‘Em And I’m Gone 5:38
7. Take Me Back Home 4:43
8. Steelheart 5:43
9. Mama Don’t You Cry 5:49
10. Dancin’ In The Fire 3:49

- 1996 — Wait

1. We All Die Young 5:07
2. Take A Little Time 3:58
3. Live 2 Die 4:15
4. Electric Chair 4:36
5. Say No More 5:14
6. Ahh Song 4:03
7. Cabernet 3:46
8. All Your Love 3:41
9. Shangrila 5:12
10. Garden Of Delight 4:51
11. Wait 4:29
12. Virgin Soul 4:12
13. Forgive Me 4:04

- 2006 — Just a Taste (EP)

1. LOL (Laughing Out Loud) 4:02
2. Twisted Future 5:10
3. Buried Unkind 4:55
4. We All Die Young 5:07

- 2008 — Good 2B Alive

1. Samurai 5:32
2. LOL 4:02
3. Buried Unkind 4:55
4. Twisted Future 5:10
5. I Breathe 5:59
6. Shine a Light for Me 4:21
7. Underground 4:44
8. You Showed Me How to Love 6:06
9. Good 2B Alive 5:52
10. Good 2B Alive (Acoustic version) 5:23

## Интересные факты
- в 2001 году вышел фильм Рок-звезда о группе «Steel Dragon» (вымышленная металл-группа, показывающая реальных музыкантов). Музыканты, особенно вокалисты, участвовали в подобных рок-группах 80-х. Одним из вокалистов в озвучке фильма был Мильенко Матиевич.
- Мильенко Матиевич с 6 лет звался Майклом, и только после смерти отца в 2004 году вновь стал Мильенко.
- На сайте Steelheart предлагается купить фирменный кофе «Steelheart» нескольких сортов из Никарагуа.
- Мильенко Матиевич единственный бессменный участник группы и основной автор группы, из-за чего нередко Steelheart называют группой одного человека.